# كريستال آيكا
كريستال آيكا هي شركة تصنيع زجاج رصاصي في المجر. أنشأها بيرنارد نيومان عام 1878. تعتبر الشركة إحدى أكبر الشركات في وسط أوروبا التي تُنتِج قطعاً زجاجية فنية فريدة من نوعها تُصنع يدوياً. يُعرف كريستال آيكا في الولايات المتحدة باسم «مجموعة رومانوف» يتم تصدير 90% من إنتاج المصنع الإجمالي - سواء كان أدوات مائدة أو هدايا (مزهريات وسلطانيات) إلى علامات تجارية مشهورة عالمياً مثل ويدج وود، تيفانيز، روزينثال، كريستال ووترفورد، بولو رالف لورين، كريستيان ديور، موسر وغيرهم مصنّعي الكريستال الفرنسي الراقي.
تقع شركة كريستال آيكا في مدينة آيكا في المجر.
أطلق متجر كريستال آيكا الإلكتروني (CrystALaCarte.com) عام 2003، ويضمّ طائفة كبيرة من منتجات الكريستال الرصاصي لبيع التجزئة والجملة.